# أليكسي مكسيم راسل
أليكسي مكسيم راسل (بالإنجليزية: Alexei Maxim Russell)‏ (27 يوليو 1976، وينيبيغ في كندا)؛ روائي كندي.